# الفردان ريزدنسز
فاردان ريزيدنس المعروف أيضا باسم برج بارجيل وبرج الرياح هو ناطحة سحاب سكنية مكونة من 64 طابقا في الخليج الغربي، الدوحة، قطر. بارتفاع 254 متر (830 قدم) يعد ثالث أطول مبنى مكتمل في الدوحة. يبلغ ارتفاع الطابق الواحد 4.1 متر (13.5 قدم) وبين الطابق الواحد في دورة لمدة 3 إلى 4 أيام. بدأ البناء في عام 2006 واكتمل في عام 2009.